# Дурачув (Конецький повіт)
Дурачув (пол. Duraczów) — село в Польщі, у гміні Стомпоркув Конецького повіту Свентокшиського воєводства.
Населення — 177 осіб (2011).
У 1975-1998 роках село належало до Келецького воєводства.

## Демографія
Демографічна структура на день 31 березня 2011 року:
|          | Загалом | Допрацездатний вік | Працездатний вік | Постпрацездатний вік |
| -------- | ------- | ------------------ | ---------------- | -------------------- |
| Чоловіки | 87      | 17                 | 55               | 15                   |
| Жінки    | 90      | 13                 | 40               | 37                   |
| Разом    | 177     | 30                 | 95               | 52                   |